# 14446 Kinkowan
14446 Kinkowan este un asteroid din centura principală de asteroizi.

## Descriere
14446 Kinkowan este un asteroid din centura principală de asteroizi. A fost descoperit pe 31 octombrie 1992 la Kagoshima de Masaru Mukai și Masanori Takeishi. Asteroidul prezintă o orbită caracterizată de o semiaxă mare de 2,97 ua, o excentricitate de 0,16 și o înclinație de 12,8° în raport cu ecliptica.